# Bisbe auxiliar
Un bisbe auxiliar, en l'Església catòlica, és un bisbe addicional assignat a una diòcesi perquè el bisbe diocesà no dona l'abast per administrar la diòcesi sovint per la seva extensió. El codi de Dret Canònic exigeix que el bisbe diocesà nomeni al bisbe auxiliar com a vicari general o episcopal de la diòcesi.